# 蓮花寺 (墨田区)
蓮花寺（れんげじ）は、東京都墨田区にある真言宗智山派の寺院。

## 概要
創建の経緯については諸説あるが、一説には1246年（寛元4年）、北条時頼の開基である。時頼の兄の北条経時の菩提を弔うために、鎌倉佐介谷（現・神奈川県鎌倉市佐助）に創建されたという。その後、経時の子の頼助によって、1280年（弘安3年）に現在地に移転した。
当寺は「寺島大師」とも呼ばれ、川崎大師、西新井大師とともに「江戸三大師」と呼ばれていた。
当寺は東向島の旧町名「寺島」の由来となっている。

## 墓所
- 佐原鞠塢（向島百花園開設者）
- 東条琴台（儒学者）
- 大矢市次郎（俳優）

## 交通アクセス
- 東向島駅より徒歩7分（経路案内）

。

## 関連文献
- 斎藤幸雄「巻之七 揺光之部 清龍山蓮華寺」『江戸名所図会』 4巻、有朋堂書店、1927年、192-195頁。NDLJP:1174161/101。